# Пороевка
Поро́евка (бел. Паро́еўка) — деревня в составе Антоновского сельсовета Чаусского района Могилёвской области Республики Беларусь.

## История
В 1670 году упоминается как фольварк в Оршанском повете ВКЛ.
В 1913 году действовала церковно-приходская школа.

## Население
- 2010 год — 10 человек